# Wiec (historia)
Wiec – w społeczeństwach pierwotnych, zgromadzenie ludności, w celu ustalenia jakichś kwestii mających wpływ na dobro ogółu. Na wiecu (np. u plemion słowiańskich) ważną funkcję zajmowała tzw. starszyzna plemienna, tj. najstarsi członkowie plemienia/rodu, których głos był decydujący, np. w sprawach wojny, pokoju, wyborze władcy. W Polsce okresu średniowiecza terminem tym, wywodzącym się od prasłowiańskiego czasownika *wietati (mówić), określano radę możnych. Podejmowali oni decyzje w sprawach dzielnicy, szczególnie w czasie rozdrobnienia feudalnego. Decydujący głos należał do władcy, który decydował o nadawaniu przywilejów immunitetowych, emisji monet, cłach, lokowaniu miast lub innych świadczeniach. Od XIV w. wiece przekształcały się w sejmiki.

## W Polsce

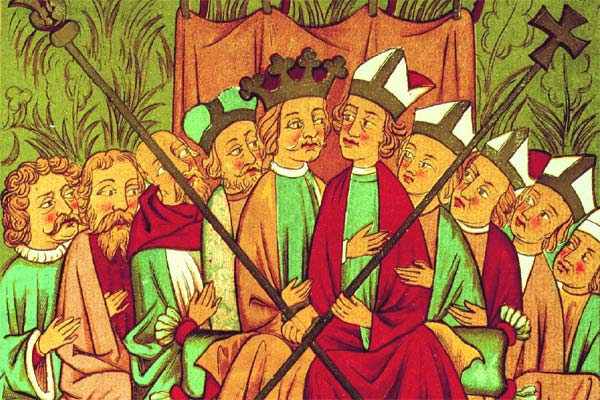
W czasach króla Polski Kazimierza III Wielkiego (okres panowania: 1333–1370)

Wiece na terenach dzisiejszej Polski zwoływano jeszcze przed powstaniem państwa[2]. Zagadnienia były najpierw omawiane przez starszyznę i przywódców plemienia, a później przedstawiane wszystkim wolnym ludziom do szerszej dyskusji[2][3].
Jednym z głównych typów wieców był wiec zwoływany w celu obrania nowego władcy. Istnieją podania i legendy z IX wieku o wyborze legendarnego założyciela dynastii Piastów, Piasta Kołodzieja i podobnych wyborów jego syna – Siemowita (to oznaczałoby, że wybory polskiego władcy odbyły się wiek przed islandzkimi Althing), jednak źródła z tamtych czasów pochodzą z późniejszych wieków, a ich ważność kwestionują naukowcy. Z reguły prawem głosu dysponowały wyłącznie plemienne elity, z których w późniejszym okresie wyłonił się stan szlachecki, a także magnateria i warstwa urzędnicza. Znajdowały się one pod dużym wpływem lokalnych tradycji i siły władcy. W XII i XIII wieku instytucja wiecu ograniczyła swój udział do najwyższej rangi szlachty i urzędników. Ogólnokrajowe zebrania wiecowych urzędników z 1306 i 1310 można postrzegać jako prekursorów polskiego parlamentaryzmu i sejmu walnego.